# Culex buxtoni
Culex buxtoni är en tvåvingeart som beskrevs av Edwards 1926. Culex buxtoni ingår i släktet Culex och familjen stickmyggor. Inga underarter finns listade i Catalogue of Life.